# Villa romaine de la Llosa
La villa romaine de la Llosa est un site archéologique de la Rome antique situé dans la commune de Cambrils (comarque de  Baix Camp), dans la province de Tarragone en Catalogne,.
La villa romaine se compose d'une maison privée appartenant à une riche famille romaine de l'époque et d'un bâtiment en pierre situé à environ 100 m. Elle est située dans le quartier de Llosa, sur la rive ouest du ravin Mare de Déu del Camí, tout près de la côte. Elle a été découverte en 1980. Ce site archéologique fournit des informations pertinentes sur l'occupation romaine des environs de la cité antique de Tarraco (l'actuelle Tarragone. En 1992, on y a découvert un ensemble de bronzes exceptionnels, exposés auMuseu Molí de les Tres Eres (ca). Comme le moulin hydraulique qui héberge le musée, le site fait partie du réseau du Musée d'Histoire de Cambrils et est ouvert au public.

## Archéologie

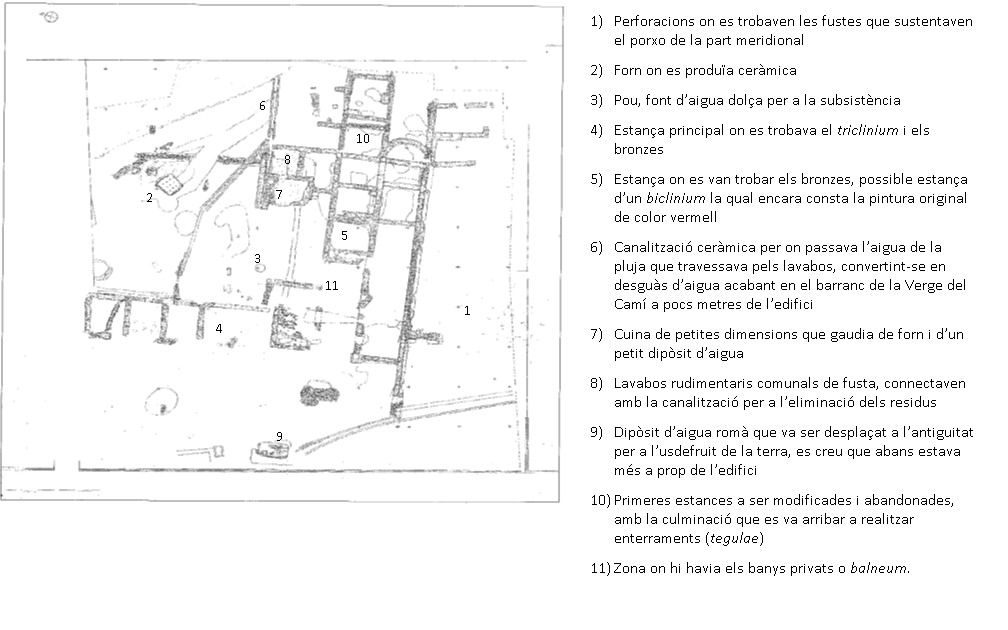
Plan de la villa romaine de la Llosa.

Le plan de l'édifice est difficile à interpréter en raison de la conservation partielle des strates retrouvées dans le travail des niveaux géologiques de cette seconde moitié du Ier siècle av. J.-C. Ces quelques découvertes nous parlent d'un petit établissement agricole, courant à l'époque, mais avec l'élément distinctif pertinent qu'il s'agit d'un four à poterie qui fournissait aux habitants de la ville les matériaux céramiques nécessaires au stockage des différents types de produits qui y étaient produits ou consommés.
La chronologie du gisement qui a été limitée entre le Ier siècle av. J.-C. jusqu'au VIe siècle apr. J.-C.  De plus, on a trouvé de diverses phases d'utilisation de l'espace occupé par le gisement, depuis une fabrique possible de salaisons, dans un lieu de résidence, de fours, des restes de thermes privés ou d'une petite nécropole bas-impériale.

## Galerie

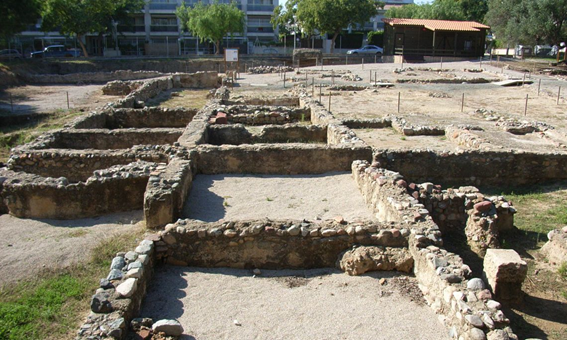
Un secteur de la villa.
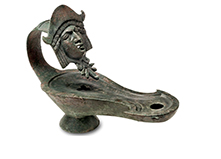
Lampe en bronze trouvée sur le site.